# 馬瑟斯基撞擊坑
马瑟斯基陨击坑（Masursky）是火星欧克西亚沼区的一座撞击坑，其中心坐标位于北纬12.1度、西经32.4度处，直径117.9公里，该特征取名自美国行星地质学家、天文学家哈罗德·马瑟斯基（1922年-1990年），1997年被国际天文联合会行星系统命名工作组批准接受。
该陨坑中心附近的地块被称为克律塞混沌，陨坑实际上是提尔谷的一部分。

## 另请查看
- 高分辨率成像科学设备
- 撞击坑
- 撞击事件
- 火星撞击坑
- 火星矿石资源
- 行星体系命名法